# Lan tỏa kiến thức
Lan tỏa kiến thức là một sự trao đổi ý tưởng giữa các cá nhân. Trong kinh tế học quản lý kiến thức, kiến thức lan toả là chi phí thị trường kiến thức không đối thủ, phát sinh do một bên không đồng ý với giả định các chi phí, mà có hiệu ứng lan tỏa kích thích các cải tiến công nghệ trong một phe bên cạnh thông qua sáng tạo của chính mình. Những sự sáng tạo như vậy thường đến từ chuyên môn hóa trong một ngành công nghệ.
Một ví dụ tổng quát gần đây của một sự lan toả kiến thức có thể là sự phát triển tập thể liên quan đến việc nghiên cứu và phát triển các công cụ mạng xã hội trực tuyến như Facebook, YouTube, và Twitter. Các công cụ này đã không chỉ tạo ra một vòng thông tin phản hồi tích cực, và một loạt các lợi ích ban đầu không dự tính cho người dùng của họ, nhưng cũng đã tạo ra một sự bùng nổ của phần mềm mới, nền tảng lập trình, và các đột phá về khái niệm kéo dài sự phát triển của ngành công nghiệp nói chung. Sự ra đời của thị trường trực tuyến, sử dụng các hồ sơ người dùng, việc dân chủ hóa rộng rãi các thông tin, và sự kết nối giữa các công cụ trong ngành công nghệ là các sản phẩm của sự phát triển riêng của từng công cụ. Những phát triển này từ đó lây lan ra ngoài ngành vào các phương tiện truyền thông chính thống như các công ty tin tức và giải trí phát triển các ứng dụng phản hồi cho thị trường riêng của họ trong chính các công cụ này, và các phiên bản riêng của họ về công cụ mạng trực tuyến (ví dụ CNN iReport).
Có hai loại lan toả kiến thức: nội bộ và bên ngoài. Lan toả kiến thức nội bộ xảy ra nếu có một tác động tích cực của kiến thức giữa các cá nhân trong một tổ chức sản xuất hàng hóa và/hoặc dịch vụ  Một lan toả kiến thức bên ngoài xảy ra khi một tác động tích cực của kiến thức giữa các cá nhân không thuộc hoặc ở bên ngoài của một tổ chức sản xuất  Marshall-Arrow-Romer (MAR) lan toả, lan tỏa của Porter và lan tỏa của Jacobs là ba loại tác động lan tỏa.